# Sillano Giuncugnano
Sillano Giuncugnano è un comune italiano sparso di 980 abitanti della provincia di Lucca in Toscana.
Il comune è stato istituito il 1º gennaio 2015 per fusione dei territori comunali di Giuncugnano e Sillano. La sede comunale si trova a Sillano e una sede distaccata a Magliano. Fa parte dell'Unione Comuni Garfagnana e parte del suo territorio ricade nell'area del Parco nazionale dell'Appennino Tosco-Emiliano.

## Storia

### Simboli
In attesa dell'adozione di un nuovo emblema civico, il Comune utilizza provvisoriamente per la propria comunicazione gli stemmi di Sillano e di Giuncugnano affiancati.

## Monumenti e luoghi di interesse

### Architetture religiose
- Chiesa di Sant'Antonino Martire in località Varliano
- Chiesa parrocchiale di San Bartolomeo Apostolo a Sillano
- Chiesa del Carmine a Sillano

### Altro
- Volto Santo in località Rocca Soraggio

## Società

### Evoluzione demografica
Abitanti censiti

### Etnie e minoranze straniere
Secondo i dati ISTAT, al 31 dicembre 2021 la popolazione straniera residente era pari a 38 persone, pari al 3,8% della popolazione. La nazionalità più rappresentata è la Romania, con 24 persone.

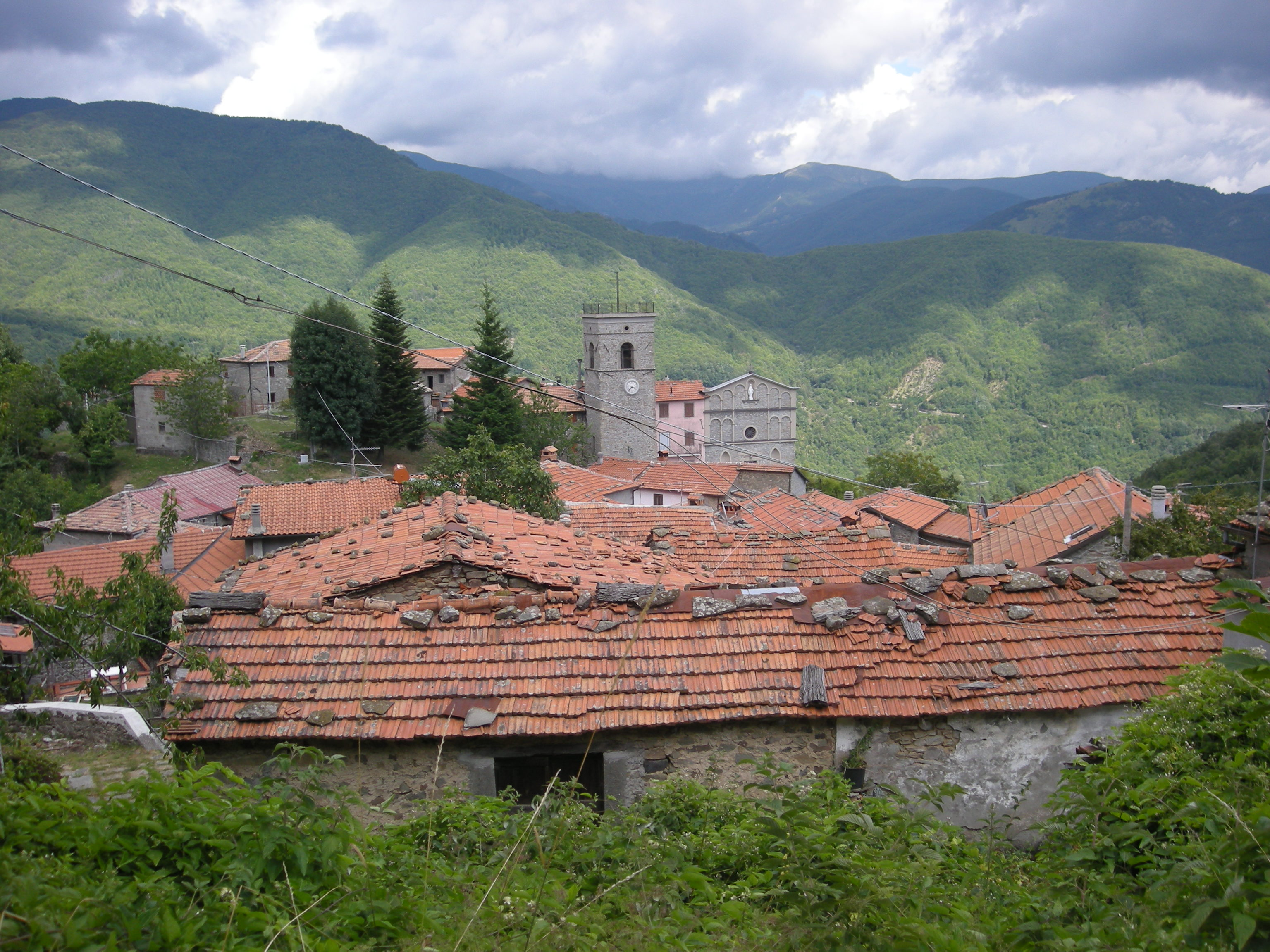
La frazione di Dalli Sopra

## Geografia antropica

### Frazioni
Lo statuto comunale di Sillano Giuncugnano individua 13 frazioni: Sillano (sede comunale), Magliano (ex sede comunale del comune di Giuncugnano e oggi sede distaccata), Brica, Camporanda, Capanne, Capoli, Castelletto, Dalli Sopra, Dalli Sotto, Giuncugnano, Gragna, Metello, Ponteccio, Rocca Soraggio, Varliano, Villa Soraggio.

## Amministrazione
| Periodo           | Periodo           | Primo cittadino                   | Partito                            | Carica              | Note  |
| ----------------- | ----------------- | --------------------------------- | ---------------------------------- | ------------------- | ----- |
| 1º gennaio 2015   | 1º giugno 2015    | Stefania Concetta Maria Trimarchi |                                    | Comm. straordinario | [ 9 ] |
| 1º giugno 2015    | 21 settembre 2020 | Roberto Pagani                    | lista civica Territorio e sviluppo | Sindaco             | [ 9 ] |
| 21 settembre 2020 | in carica         | Marco Reali                       | lista civica Territorio e sviluppo | Sindaco             | [ 9 ] |